# Paul Bateman
Paul Trevier Bateman (* 6. Juni 1919 in Philadelphia, Pennsylvania; † 26. Dezember 2012 in Urbana, Illinois) war ein US-amerikanischer Mathematiker, der sich mit Zahlentheorie befasste.

## Leben
Bateman studierte an der University of Pennsylvania mit dem Bachelorabschluss 1939 und dem Masterabschluss 1940. 1946 wurde er dort bei Hans Rademacher promoviert (On the representation of a number as the sum of three squares). Gleichzeitig war er damals Lecturer in Statistik am Bryn Mawr College. 1946 bis 1948 war er Instructor an der Yale University und 1948 bis 1950 am Institute for Advanced Study (und nochmals 1956/57). Ab 1950 war er Assistant Professor und von 1958 bis zu seiner Emeritierung 1989 war er Professor an der University of Illinois at Urbana-Champaign. Dort war er 1965 bis 1980 Leiter der Mathematikfakultät.
1961/62 forschte er an der University of Pennsylvania und 1964/65 war er Gastprofessor an der City University of New York. 1980/81 war er Austauschprofessor an der University of Michigan.
1962 stellte er mit Roger Horn eine nach beiden benannte Vermutung über die Verteilung von Primzahlen in Systemen von Polynomen auf. Sie verallgemeinert eine Vermutung von Hardy und Littlewood über Primzahlzwillinge und eine Vermutung von Schinzel (Hypothese H).
1989 stellte er mit John Selfridge und Samuel Wagstaff die Neue Vermutung über Mersenne-Primzahlen auf. Sie ist für alle Primzahl-Exponenten unterhalb 16,7 Millionen verifiziert, ist aber unbewiesen.
Zu seinen Doktoranden zählen Marvin Knopp und George Purdy.
Er war seit 1948 verheiratet und hatte eine Tochter.

## Schriften
- mit Harold G. Diamond: Analytic Number Theory: an introductory course, World Scientific 2004